# Wjatscheslaw Alexandrowitsch Below
Wjatscheslaw Alexandrowitsch Below (russisch Вячеслав Александрович Белов; * 17. April 1983 in Perm, Russische SFSR) ist ein russischer Eishockeyspieler, der seit Januar 2017 beim HK Schachzjor Salihorsk unter Vertrag steht.

## Karriere
Wjatscheslaw Below begann seine Karriere als Eishockeyspieler in seiner Heimatstadt in der Nachwuchsabteilung von Molot-Prikamje Perm. Von dort wechselte er in die Nachwuchsabteilung des HK Awangard Omsk, für dessen zweite Mannschaft er von 1998 bis 2001 in der drittklassigen Perwaja Liga aktiv war. Nachdem er die Saison 2001/02 bei Mostowik Kurgan in der Wysschaja Liga, der zweiten russischen Spielklasse, verbracht hatte, gab der Verteidiger in der folgenden Spielzeit sein Debüt in der Superliga. Zunächst stand er drei Mal für den HK Awangard auf dem Eis, ehe er die gesamte restliche Spielzeit beim HK Sibir Nowosibirsk verbrachte. 

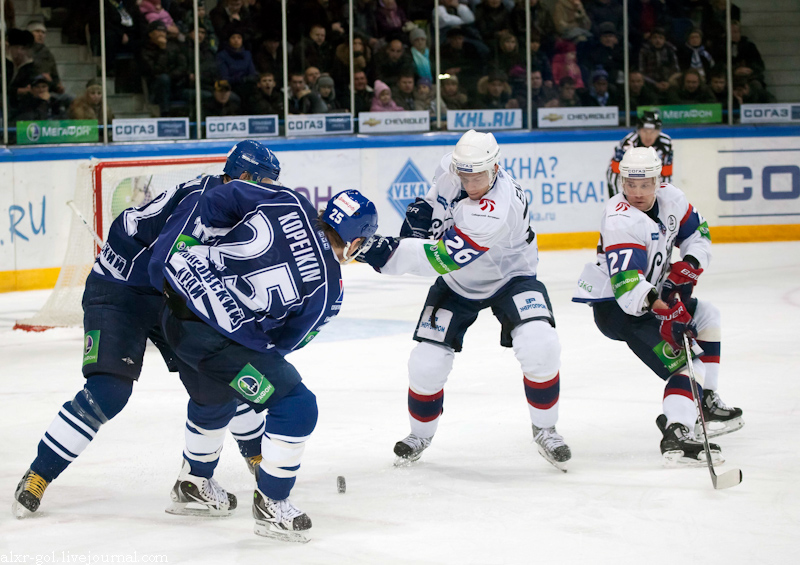
Wjatscheslaw Below (ganz re.) im Trikot von HK Sibir Nowosibirsk, Dezember 2011

Zur Saison 2003/04 kehrte Below zum HK Awangard Omsk zurück. Die Mannschaft gewann in dieser Spielzeit den russischen Meistertitel, er selbst bestritt jedoch nur sechs Spiele und gehörte somit nicht zum Meisterkader. Im Anschluss an diesen Erfolg lief er in der folgenden Spielzeit für den HK Metschel Tscheljabinsk in der Wysschaja Liga auf. Die Saison 2005/06 begann er erneut bei Omsk in der Superliga, spielte jedoch nur fünf Mal für dessen erste Mannschaft, ehe er zu Salawat Julajew Ufa wechselte, für das er in den folgenden eineinhalb Jahren aktiv war. In der Saison 2007/08 stand der Rechtsschütze in der russischen Hauptstadt beim HK Spartak Moskau unter Vertrag. Für die Hauptstädter erzielte er in 61 Spielen insgesamt acht Tore und gab 19 Vorlagen. 
Von 2008 bis 2010 spielte Below in der neu gegründeten Kontinentalen Hockey-Liga für den HK Awangard Omsk. Anschließend wurde er zur Saison 2010/11 von einem weiteren Ex-Klub, dem HK Sibir Nowosibirsk, verpflichtet. Für Sibir absolvierte er in den folgenden zwei Spielzeiten über 90 KHL-Partien, ehe er im Januar 2012 innerhalb der KHL zu Atlant Mytischtschi wechselte. Bei Atlant konnte er sich jedoch nicht für einen neuen Vertrag empfehlen und wurde daher im Mai des gleichen Jahres vom HK Traktor Tscheljabinsk verpflichtet. Bei Traktor gehörte er in der folgenden Spielzeit zu den Leistungsträgern und schaffte es mit dem Klub bis in das Finale um den Gagarin-Pokal. Nach diesem Erfolg kehrte er zum HK Sibir Nowosibirsk zurück.
Zwischen November 2015 und Mai 2016 stand er beim HK Spartak Moskau unter Vertrag.

## Statistik
(Stand: Ende der Saison 2010/11)